# استعداد (فلم هندي)
استعداد (بالإنجليزية: Ready) هو فيلم حركة أُصدر في الهند سنة 2011. وهذا الفيلم من بطولة سلمان خان واسين ثوتومكال.

## الميزانية والإيرادات
بلغت تكلفة إنتاج الفيلم حوالي 40 كرور روبية هندية (6٫6 مليون دولار أمريكي) بينما حقق أرباحا تقدر بـ 184 كرور روبية هندية (31 مليون دولار أمريكي).

## روابط خارجية
- مقالات تستعمل روابط فنية بلا صلة مع ويكي بيانات